# Биоштански мајдани камена
Биоштански мајдани камена налазе се у у селу Биоска у ужичком крају, око изворишног тока реке Ђетиње. Површински копови камена експлоатисани су од средњег века.

## Употреба
Жућкасти камен „мешанац” је као „површњак” вађен по ливадама и њивама. Прилично мек, могао се обрађивати секиром и лако је хватао маховину. Уобличен у тесанике, добија на чврстини. Овим каменом озидана је Црква Светих апостола Петра и Павла у Биосци. До 1870. године коришћен је за израду једноставнијих надгробних обележја сведене геометријске орнаментике и без натписа.
Тврди беличасти кречњак вађен је по биоштанским кршевима. Глачањем, задобијао је изглед ситнозрног мермера. Почетком 20. века биоштански каменоресци из фамилија Лазић, Кнежевић и Ћосић користили су овај камен за израду надгробних споменика.